# Open Society Foundations
Az Open Society Foundations (OSF, Nyílt Társadalom Alapítványok), korábbi nevén Open Society Institute (OSI), egy nemzetközi pályázatokat kiíró szervezet, melyet Soros György üzletember alapított. 
Az OSF civil szervezeteket támogat szerte a világban azzal a kifejezett céllal, hogy támogassa az egyenlő esélyeket, az igazságos elbírálást, a közegészségügyet, a független médiát és a politikusok számonkérhetőségét.
Az OSF-nek 37 országban van képviselete, beleértve olyan regionális alapítványokat, mint az Open Society initiative for West Africa (Nyugat-Afrika) és az Open Society initiative for Southern  Africa (Dél-Afrika). A központ New Yorkban található.
Az 1993-as alapítás óta az OSF több mint 11 milliárd dollárnyi kifizetést teljesített (2781 milliárd forint 2008 januári árfolyamon). A nevet Karl Popper 1954-es könyve, az „Open Society and Its Enemies” (A nyílt társadalom és ellenségei) könyve ihlette.

## Története
1984. május 28-án Soros aláírta a Magyar Tudományos Akadémia és a Soros Alapítvány (New York) közötti szerződést, mely a budapesti Soros Alapítvány alapító okirata volt. Ezt a régi budapestit számos más alapítványa követte Közép- és Kelet-Európában, valamint Közép-Ázsiában, hogy elősegítse a kommunizmustól (szocializmustól) való elszakadást a régiónkban, illetve a Szovjetunióban.
1991-ben az alapítvány összeolvadt az 1966-ban alapított Fondation pour une entraide intellectuelle européenne-nel, ami a Congress for Cultural Freedom partnereként segítette a „nonkonformista” kelet-európai tudósokat a totalitarianizmus-ellenes és kapitalista ideák elterjesztésében.
Az OSI 1993-ban az USA-ban alapult a korábbi Soros-alapítványok támogatására.
2010 augusztusától az OSF nevet kezdték használni, ami jobban tükrözte azt a célt, hogy nemzetközi civil csoportok alapítását segítik.
Soros György motivációjának alapja az, hogy véleménye szerint a politikai kérdésekre nincsenek univerzálisan helyes válaszok hasonló okokból, mint az általa megalkotott gazdasági  reflexivitás elméletében.
Christopher Stone lett 2012-ben az OSF második elnöke, követve az 1993-tól pozíciót betöltő Aryeh Neiert. Stone 2017 szeptemberében jelentette ki, hogy lemond elnöki pozíciójáról, 2018-tól Patrick Gaspard váltotta őt.
2016-ban az OSF-et kibertámadás érte, mely során dokumentumok kerültek nyilvánosságra egy weblapon. A támadás módja hasonló volt az Oroszországhoz kapcsolható, más szervezeteket ért támadásokhoz, mint amilyen például a Democratic National Committee-t ért támadás is volt.
2017-ben Soros György további 18 milliárd dollárt juttatott az alapítványnak.
2018 májusában az alapítvány bezárta budapesti irodáját, és Berlinbe költözött. A lépést az egyre elnyomóbb magyar jogi és politikai környezettel, a szervezetük ellen hozott törvényekkel és munkatársaik elleni rágalomhadjáratokkal indokolták.